# Bernd Hoss
Bernd Hoss (* 19. Juni 1939 in Neckarhausen; † 6. April 2016 in Freiburg im Breisgau) war ein deutscher Fußballtrainer.

## Trainerlaufbahn
Als Spieler war Hoss beim TB Neckarhausen und beim FV 09 Nürtingen aktiv. Verletzungsfolgen führten bereits früh zur Beendigung der Spielerlaufbahn und Aufnahme der Trainertätigkeit.
Hoss absolvierte an der Sporthochschule Köln unter Hennes Weisweiler seine Trainerausbildung zum Fußball-Lehrer, die er 1966 abschloss. Seine ersten Trainererfahrungen sammelte er im Amateurbereich, wo er bis 1971 beim FV Ebingen tätig war. Zur Saison 1971/72 bekam er vom FSV Mainz 05 aus der zweitklassigen Fußball-Regionalliga Südwest erstmals die Chance sich im höherklassigen Fußball zu beweisen. Im ersten Jahr bei den Rheinhessen erreichte er mit seiner neuen Mannschaft den vierten Rang. Im zweiten Jahr, 1972/73, gewann er mit dem Paradesturm um Herbert Renner, Gerd Klier und Manfred Kipp die Meisterschaft im Südwesten. In der Aufstiegsrunde zur Fußball-Bundesliga scheiterte er aber an SC Fortuna Köln. Im letzten Jahr der alten zweitklassigen Regionalliga, 1973/74, belegte er mit Mainz den fünften Rang und die Nullfünfer waren damit zur Runde 1974/75 für die neu startende 2. Fußball-Bundesliga qualifiziert.
Er übernahm als Trainer den FK Pirmasens und führte die Mannschaft auf den zweiten Platz in der Debütrunde der 2. Bundesliga Süd 1974/75. Trotz Offensivkräften wie Georg Beichle, Günther Michl, Harry Erhart, Alfred Seiler, Dieter Weinkauff und Raimund Krauth scheiterte er in den Relegationsspielen zur 1. Bundesliga am KFC Uerdingen 05. Nach seiner Zeit in Pirmasens übernahm Hoss zum 15. November 1976 Wormatia Worms in der 1. Amateurliga Südwest. Er führte die Wormatia an die Tabellenspitze und den jungen Angreifer Emanuel Günther mit 32 Treffern an die Spitze der Torschützenliste. Zur Saison 1977/78 unterschrieb er einen neuen Vertrag beim Bundesligaabsteiger Karlsruher SC und kehrte damit wieder in den Profibereich zurück. Er weckte sofort Hoffnungen, dass der KSC unmittelbar in die Bundesliga zurückkehren würde. Nach dem zehnten Spieltag, die Karlsruher gewannen ihr Auswärtsspiel Anfang Oktober 1977 mit 1:0 beim VfR Bürstadt, rückten sie mit 16:4 Zählern, punktgleich mit Bayreuth und Nürnberg, an die Tabellenspitze. Nach dem 12. Spieltag, ein 2:2-Remis beim Freiburger FC, aber immer noch mit 18:6 Punkten auf dem 1. Platz stehend, wurde Hoss überraschend beim Karlsruher SC entlassen. Am Rundenende rangierte der KSC, mit deutlichem Abstand zu den Spitzenplätzen, auf dem 7. Rang.
Im März 1978 setzte er seine Trainertätigkeit beim Wuppertaler SV in der 2. Bundesliga Gruppe Nord fort. Nach Stationen beim Freiburger FC und dem VfL Osnabrück führte sein Weg 1982 nach Berlin, er übernahm Tennis Borussia in der Fußball-Oberliga Berlin 1982/83. Nach der Vizemeisterschaft 1983/84 hinter Meister und Aufsteiger in die 2. Bundesliga, Blau-Weiß 90 Berlin, übernahm er den Aufsteiger im September 1984 in der 2. Bundesliga und führte die Blau-Weißen am Rundenende auf den siebten Rang.
In seinem zweiten Jahr, 1985/86, gelang die Vizemeisterschaft und damit der direkte Aufstieg in die Bundesliga. Damit begann auch die Karriere des späteren Nationalstürmers Karlheinz Riedle, der unter dem Trainer Hoss in allen 34 Spielen eingesetzt wurde und zehn Saisontore erzielte. Dennoch stieg die Mannschaft nach einem Jahr, 1986/87, wieder in die 2. Bundesliga ab. Am 34. Spieltag, dem 17. Juni 1987, verabschiedete sich Blau-Weiß 90 mit einem 2:2-Heimremis gegen FC Homburg aus der Bundesliga. 
Nach einem weiteren Kurzengagement beim SC Freiburg zog sich Hoss aus dem Trainergeschäft zurück. Seine letzte Zweitligapartie auf der Trainerbank erlebte er am 17. Mai 1990 beim 6:1 des SC Freiburg im Spiel gegen den SV Meppen mit. Insgesamt saß Hoss bei 34 Erstliga- und 394 Zweitligaspielen auf der Trainerbank. 
Hoss starb Anfang April 2016 nach langer Krankheit in Freiburg.

## Trainerstationen
- 1969–1971 FV Ebingen
- 1971–1974 1. FSV Mainz 05
- 1974–1976 FK Pirmasens
- 1976–1977 Wormatia Worms
- 1977–1977 Karlsruher SC
- 1978–1979 Wuppertaler SV
- 1980–1981 Freiburger FC
- 1981–1981 VfL Osnabrück
- 1983–1984 Tennis Borussia Berlin
- 1984–1989 Blau-Weiß 90 Berlin
- 1989–1990 SC Freiburg